# Bolitoglossa schizodactyla
Espèce
Statut de conservation UICN

 LC  : Préoccupation mineure
Bolitoglossa schizodactyla est une espèce d'urodèles de la famille des Plethodontidae.

## Répartition
Cette espèce se rencontre dans le Sud-Est du Costa Rica et au Panama, y compris sur l'île Colón. Elle est présente de pratiquement le niveau de la mer jusqu'à 850 m d'altitude.

## Description
Bolitoglossa schizodactyla mesure de 96 à 147 mm de longueur totale. Les mâles mesurent de 38 à 61 mm de longueur standard et les femelles de 46 à 62 mm.

## Étymologie
Le nom spécifique schizodactyla vient du latin schizo, le fractionnement, et de dactylus, le doigt, en référence aux phalanges terminales fendues caractéristiques de cette espèce.

## Publication originale
- Wake & Brame, 1966 : A new species of lungless salamander (genus Bolitoglossa) from Panama. Fieldiana, Zoology, vol. 51, no 1, p. 1-10 (texte intégral).